# أندريه رامزي
أندريه رامزي (بالإنجليزية: Andre Ramsey)‏ هو لاعب كرة القدم الكندية أمريكي، ولد في 24 يوليو 1987 في بورتسموث في الولايات المتحدة.

## وصلات خارجية
- أندريه رامزي على موقع مرجع كرة القدم المحترفة.كوم (الإنجليزية)